# Рослов, Владимир Самсонович
Владимир Самсонович Рослов (род. 21 августа 1955, Фрунзе) — советский боксёр, советский и киргизский тренер.

## Биография
Владимир Рослов родился 21 августа 1955 года в городе Фрунзе (сейчас Бишкек в Кыргызстане).
В 1978 году окончил Киргизский государственный институт физической культуры по специальности «физическое воспитание».
Занимался футболом, в 1973 году начал заниматься боксом. Выступал за фрунзенский «Спартак». В 1977 году завоевал серебряную медаль чемпионата СССР в весовой категории до 63,5 кг.
В 1974—1978 годах входил в сборную СССР.
В 23 года завершил выступления, после того как не получил квартиру вопреки обещанию руководства.
Мастер спорта СССР.
С 1980 года работает тренером. Создал боксёрский Рослов-клуб, в котором к 2008 году воспитал 18 мастеров спорта и двух мастеров спорта международного класса. Среди воспитанников Рослова — чемпион Кыргызстана, победитель первенства Азии, член сборной Германии Юрий Дёмин, участник летних Олимпийских игр 2008 года Рустам Мырсатаев.
Заслуженный тренер Кыргызстана.

## Семья
Старший брат — Николай Самсонович Рослов (род. 1950), советский футболист.
Женат, сын — Владимир Владимирович Рослов, тренер по боксу.